# 太田資直
太田 資直（おおた すけなお）は、江戸時代前期から中期にかけての大名。駿河国田中藩初代藩主。掛川藩太田家3代。

## 生涯
万治元年（1658年）、大坂城代や寺社奉行を務めた浜松藩主太田資次の次男として誕生した。寛永12年（1672年）12月28日に従五位下・備後守に叙位・任官された。天和3年（1683年）8月11日に備中守に遷任された。貞享元年（1684年）4月に父が死去したため、家督を継いで摂津・河内国・下総国などの所領およそ5万2000石を相続した。このとき、弟の資方に常陸国2000石を分与したため、5万石となる。7月19日に駿河田中に移封された。
貞享2年（1685年）6月10日に奏者番に任じられ、さらに8月9日に若年寄に任じられた。9月4日に摂津守に遷任された。貞享3年（1686年）1月11日、5代将軍徳川綱吉の近習に任じられたが、6月29日に病を理由に辞任した。しかしこれが綱吉の怒りを買い、元禄元年（1688年）12月18日まで出仕を停止された。
宝永2年（1705年）1月2日、田中で死去、享年48。長男から四男は全て早世していたため、末子で五男の資晴が跡を継いだ。

## 系譜
父母
- 太田資次（父）
- 能勢頼次の養女、松平昌重の娘 ー 継々室（母）

正室
- 戸田氏定の娘

子女
- 太田資晴（五男）生母は正室
- 松平乗賢正室